# The Great London Mystery

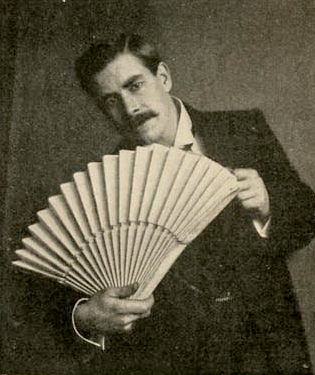
O mágico e ilusionista David Devant, que atuou no seriado The Great London Mystery

The Great London Mystery é um seriado inglês de 1920, gênero horror e mistério, dirigido por Charles Raymond, em 12 capítulos, estrelado por David Devant, Robert Clifton e Charles Raymond. Produzido por Torquay & Paignton Photoplay Productions e distribuído por Shaftesbury, veiculou nos cinemas a partir de 31 de outubro de 1920.

## Sinopse
Um inglês rouba uma jóia sagrada de um templo e é assombrado por sua maldição.

## Elenco
- David Devant ...  Mestre Mágico. David Devant (1868 – 1941), ator principal do seriado, foi na vida real um mágico e ilusionista inglês, e esse foi o único filme em que interpretou um personagem. Em seus outros trabalhos para a tela, apresenta a si mesmo, com seus truques e mágicas.
- Robert Clifton ...  Bob Sefton
- Charles Raymond ...  Ching Fu
- Lady Doris Stapleton ...  Audrey Malvern
- Kenneth Duffy ...  Edward Selwyn
- Martin Valmour ...  Webb
- Lester Gard ...  Homem-Macaco
- Sadie Bennett ...  Curley
- Lola De Liane ...  Froggie, o Vampiro

## Capítulos
1. The Sacred Snake Worshippers
2. The Vengeance of Ching Fu
3. The Search for the Will
4. The Daylight Gold Robbery
5. The House of Mystery
6. Echoes of the Past
7. The Rogue Unmasked
8. The Fraudulent Spiritualistic Seance
9. The Living Dead
10. Her Fortune at Stake
11. Checkmated
12. East and West

Fonte: